# Филипински пезо
Филипински пезо (фил./таг. piso ng Pilipinas) званична је валута на Филипинима. Симбол за пезо је ₱, међународни ознака је PHP, а шифра валуте 608. Пезо издаје Централна банка Филипина. У 2010. години инфлација пезоса је износила око 4,3%. Један пезо састоји се од 100 сентима.
Постоје новчанице у износима од 5, 10, 20, 50, 100, 200, 500 и 1000 и кованице од 1, 5, 10 и 25 сентима као и од 1, 5 и 10 пеза.